# Centro de Memória Ingo Hering
O Centro de Memória Ingo Hering (CMIH) foi criado em 2016 e está localizado na cidade de Blumenau, Santa Catarina. É administrado pela Fundação Hermann Hering,  criada em 1935.

## Ingo Wolfgang Hering
Ingo Wolfgang Hering nasceu no dia 25 de março de 1907 na cidade de Blumenau. Em 1952, foi eleito vereador. Foi reeleito diversas vezes e exerceu o cargo de presidente da Câmara Municipal de Blumenau. Ingo Hering conduziu, durante dezoito anos,  a empresa fundada pelo avô, a Cia. Hering, e durante a sua gestão consolidou a posição da empresa no mercado. Ingo Hering faleceu no dia 23 de agosto de 1992, vítima de um aneurisma cerebral.

## Sobre o CMIH
A partir do pilar "Preservar a Memória & Cultura da Moda", a Fundação Hermann Hering teve a iniciativa de criar Centro de Memória Ingo Hering. O CMIH atua na preservação e comunicação da história e da memória conectadas à indústria do vestuário, na perspectiva de um educação não-formal. Sua principal missão é receber, manter e salvaguardar acervo relacionado à memória da Família e Empresa Hering, bem como iniciativas relacionadas a elas. Além disso, atua na difusão do acervo aos pesquisadores e usuários, promove pesquisas historiográficas com a finalidade de atendendo demandas da comunidade externa, interna e acadêmica.

## Acervo
O acervo disponível no CMIH abrange os séculos XVIII, XIX, XX e XXI e trata da memória da família e da Cia. Hering, suas marcas de vestuário (antigas e atuais), o patrimônio construído e vários sujeitos  que tem sua trajetória de vida pessoal ou profissional representada no acervo da instituição. Estima-se que há mais de 100 mil, entre os quais: documentos administrativos, jurídicos, contábeis, pessoais, literários, artísticos, publicitários, informativos, jornalísticos, entre vários outros.
Esse acervo é dividido em três fundos: 
1.Família Hering: formado por documentos originários da primeira geração da família Hering a vir ao Brasil entre os anos de 1878 e 1880 e seus(as) descendentes;
2. Empresa Hering: relacionada à documentação proveniente da empresa, desde sua fundação em 1880, bem como de todas as associações, marcas e empresas que possui e possuiu na sua existência.
3.Hans Broos: formado pela documentação originários do Arquiteto Modernista Alemão Hans Broos (1921 - 2011), que veio para o Brasil no início da década de 1950, onde passou o resto de sua vida. O arquiteto atuou na Alemanha e no Brasil com projetos modernistas, como nas obras de ampliação da Cia. Hering, nas décadas de 1960 e 1970, em Santa Catarina e em Pernambuco.
O acesso ao acervo é gratuito mediante a solicitação de pesquisa e/ou visita. Algumas partes do acervo possuem critérios que restringem o acesso de acordo com o fundo acessado e tais critérios são orientados pela política de acervo da própria instituição.